# 文益焕

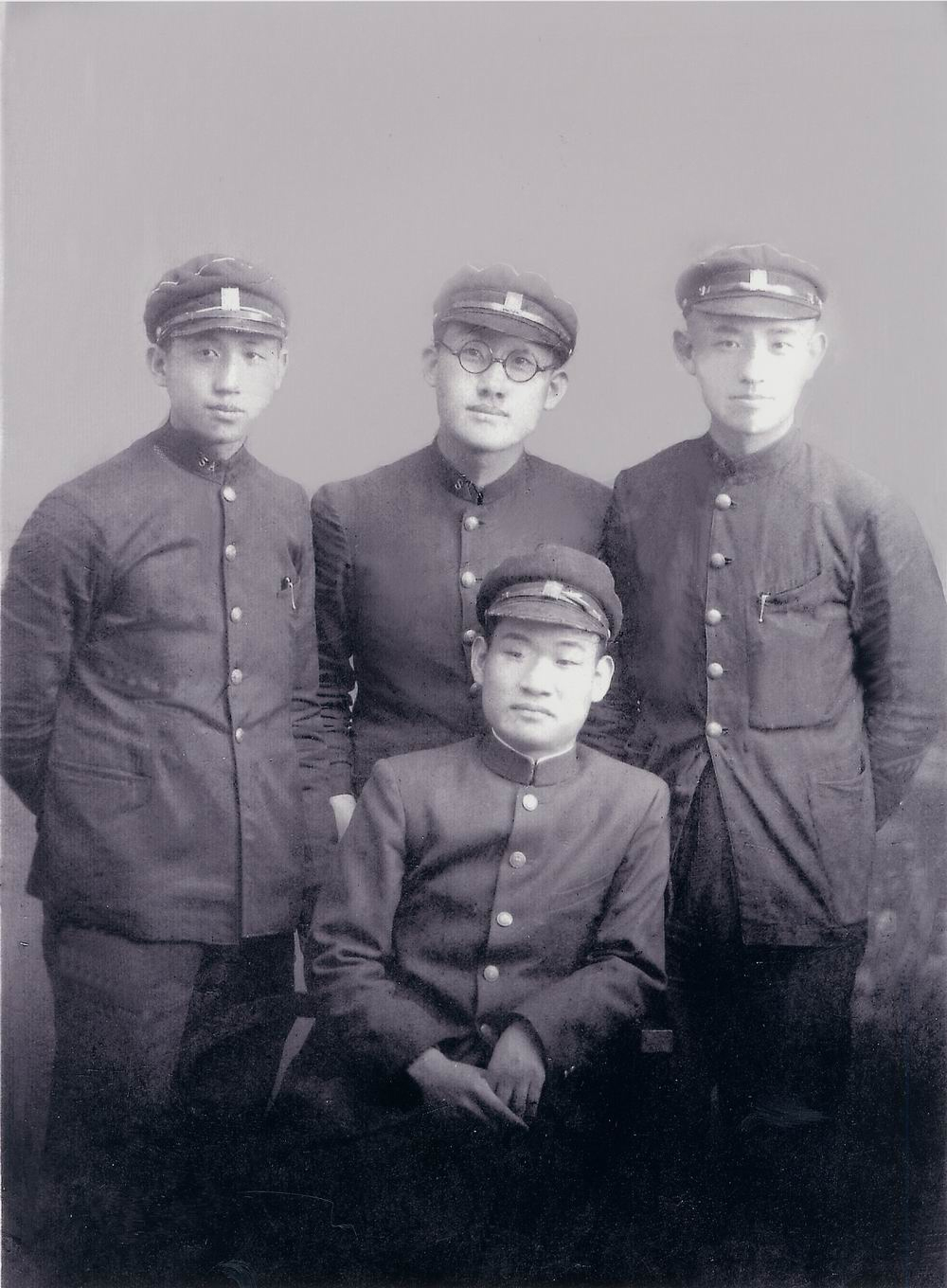
文益煥（第二排中間）

文益焕（韓語：문익환，1918年6月2日—1994年1月18日）是韩国一位牧师、神学家、诗人和社会运动家，他是韩国著名演员文盛瑾的父亲。

## 生平
文益焕出生于中国吉林省龙井市，兄弟姐妹共5人，父亲是一位牧师。他在朝鲜独立运动的中心间岛长大，他在朝鲜人创办的小学、中学完成学业后，前往平壤的学校就读，后来进入日本东京神学大学，后由于拒绝日本军队的征召而被学校开除。文益焕之后前往满洲的神学院学习，并担任朝鲜人教堂的牧师。1947年他从韩神大学毕业并接受按手礼，在美国普林斯顿神学院获得硕士学位后回到韩国，在延世大学、韩神大学讲授旧约圣经，负责将旧约圣经翻译为韩语，晚年致力于韩国民主化运动和南北韩统一。

## 成就
文益焕担任韩国新教会和天主教会联合的旧约圣经工作负责人长达8年，直到1976年因参与不同政见活动被捕，1986年又因涉嫌鼓动首尔国立大学学生活动家、领导5月仁川抗议活动而被判刑。

根据纽约时报报道，文益焕因持不同政见抗议活动而5次入狱，时间长达10年。1989年，他因访问朝鲜被判入狱5年，1993年春提前释放，当时他与朝鲜领导人就统一问题进行了交谈，而当时韩国法律禁止未经批准与共产主义者接触。